# Исабелино Градин
Исабелино Градин (шп. Isabelino Gradín; Монтевидео, 8. јул 1897 — Монтевидео, 21. децембар 1944) био је уругвајски фудбалски нападач који је играо за Уругвај на Копа Америка 1916, Копа Америка 1917 и Копа Америка 1919. На првенствима 1916 и 1917 је са Уругвајем освојио титулу шампиона Јужне Америке. Градин је такође био четвороструки шампион Јужне Америке у атлетици у трчању на 200 и 400 метара.

## Биографија
Градин је рођен у Монтевидеу 1897. године као праунук афричког роба пореклом из Краљевине Лесото. Васпитаван је у Палерму једном од делова Монтевидеа .

## Клупска каријера
Градин је у Пењаролу почео да игра 1915. године, и одмах током прве године играња у Пењаролу добио је позив да игра за репрезентацију Уругваја. За Пењарол је одиграо 212 утакмица и постигао 101 гол. Тбог неспоразума са клубом 1921. године је напустио Пељарол.
Током 1922. године учествовао је у оснивању новог клуба ФК Олимпија, касније познатији ка Ривер Плејт. За Олимпију је Градин играо све до своје фудбалске пензије 1929. године. После напуштања играчке каријере Градин се више посветио атлетици.

### Првенство Јужне Америке у фудбалу 1919
На јужноамеричком првенству 1919 Градин је одиграо све утакмице за Уругвај и постигао је два гола. Уругвај је финалну утакмицу против Бразила изгубио са 1:0 у најдужој утакмици у историји (150 минута = 90 +15 +15 +15 +15). Градин је такође покушао да игра за репрезентацију Бразила али није добио довољну подршку, а бразилци у то доба нису радо стављали црне играче у репрезентацију.

## Достигнућа

### репрезентација
Извор:
| Репрезентација | Година | Ут. | Гол. |
| -------------- | ------ | --- | ---- |
| Уругвај        | 1915   | 1   | 0    |
| Уругвај        | 1916   | 6   | 6    |
| Уругвај        | 1917   | 3   | 1    |
| Уругвај        | 1918   | 6   | 1    |
| Уругвај        | 1919   | 5   | 2    |
| Уругвај        | 1920   | 1   | 0    |
| Уругвај        | 1921   | 0   | 0    |
| Уругвај        | 1922   | 0   | 0    |
| Уругвај        | 1923   | 0   | 0    |
| Уругвај        | 1924   | 0   | 0    |
| Уругвај        | 1925   | 0   | 0    |
| Уругвај        | 1926   | 0   | 0    |
| Уругвај        | 1927   | 1   | 0    |
| Укупно         | Укупно | 23  | 10   |